# Unmittelbarkeitszusammenhang
Das Kriterium des Unmittelbarkeitszusammenhangs im Hinblick auf erfolgsqualifizierte Delikte wurde vom Bundesgerichtshof (BGH) im sogenannten Rötzel-Fall begründet. Zu entscheiden war, ob das Verhalten des Angeklagten namens „Rötzel“ den Tatbestand der Körperverletzung mit Todesfolge (geregelt in § 227 StGB) erfüllt.

## Sachverhalt
Im Jahr 1970 hatte der BGH über folgenden Sachverhalt zu entscheiden: Der Täter (Rötzel) griff die im elterlichen Haushalt beschäftigte Haushälterin (Resi) tätlich an und fügte ihr einen Nasenbeinbruch und eine Oberarmwunde zu. Aus Angst vor weiteren Körperverletzungen flüchtete das Opfer auf einen Balkon. Dabei stürzte sie ab und kam bei diesem Fluchtversuch zu Tode.

## Problemstellung
Durch die Annahme einer Erfolgsqualifikation wird der Strafrahmen für den Täter drastisch erhöht. § 227 StGB (Körperverletzung mit Todesfolge) sieht eine Höchststrafe von 15 Jahren vor. Nimmt man das Geschehen auseinander und stellt eine Körperverletzung und eine fahrlässige Tötung nebeneinander kommt man bei Tateinheit auf eine Höchststrafe von lediglich 5 Jahren. Deshalb sprechen einige Stimmen in der Literatur diesbezüglich von einer „Strafrahmenexplosion“. Es muss demnach ein Restriktionskriterium entwickelt werden.

## Entscheidung des Bundesgerichtshofs
Das Gericht fordert in dieser Entscheidung erstmals einen unmittelbaren Zusammenhang zwischen der vorsätzlichen Grundtat (Körperverletzung als Grunddelikt) und der schweren Folge (Tod) in der Konstellation der Erfolgsqualifikation „Körperverletzung mit Todesfolge“. So soll die gebotene Restriktion hinsichtlich des Strafrahmens erreicht werden.
Das Gericht hat eine Strafbarkeit des Täters nach § 226 StGB alter Fassung verneint. Begründet wurde dies mit einem fehlenden unmittelbaren Zusammenhang, denn der Tod des Opfers sei durch dessen eigenes Verhalten eingetreten. Es habe sich folglich nicht die „eigentümliche Gefahr des Grundtatbestandes (§ 223 StGB) niedergeschlagen, welche der Gesetzgeber [bei der Pönalisierung] im Auge hatte“.

## Entwicklung der Rechtsprechung
Im Jahr 1992 entschied der BGH abermals über einen Sachverhalt, bei dem das Opfer einer Körperverletzung mit tödlichen Folgen aus dem Fenster sprang, um den Peinigern zu entgehen. Der BGH betonte hier, dass das Opfer durch die massiven Gewalteinwirkungen nicht mehr bei klarem Verstand war, und bewertete den Tod als unmittelbare Folge der Körperverletzung. Das Gericht stellt auf die Panikreaktion des Opfers ab und verneint eine sich dennoch aufdrängende Parallele zum Rötzel-Fall.
Im Urteil vom 9. Oktober 2002 zur „Gubener Hetzjagd“, bei welcher im Jahr 1999 ein Asylbewerber auf der Flucht vor den Tätern zu Tode kam, verzichtet der BGH nun wieder auf das Kriterium der Unzurechnungsfähigkeit seitens des Opfers. Der BGH scheint also insgesamt das im Rötzel-Fall entwickelte Unmittelbarkeitskriterium zwischen Grundtatbestand und schwerer Folge nicht mehr anzuwenden. Stattdessen wird nun vielmehr die Verwirklichung einer grunddeliktsspezifischen („deliktstypischen“) Todesgefahr im Erfolg gefordert. Die Reaktion des Opfers sei „eine naheliegende und nachvollziehbare Reaktion auf den massiven Angriff der Angeklagten“.